# Бенгальський кінематограф
Бенгальський кінематограф (টলিউড) — назва індійської кіноіндустрії мовою бенгалі. Деякий час називався Толлівуд на честь міста Толлігунге поблизу Колкати (Західна Бенгалія). Слід відрізняти від Східної Бенгалії, яке відомо як кінематограф Бангладеш. загалом на 2017 рік створено більше ніж 450 кінострічок.

## Історія

### Британський період
Перші біоскопічні кінотеатри в Калькутті, столиці Бенгалії, виникли ще в 1890-х роках. Відтоді кінематограф завойовує велику популярність серед бенгальців.
Протягом 1900—1910 років режисер Хіралал Сіна, натхненний фільмами вікторіанської епохи, створив компанію Royal Bioscope Company і відкрив низку кінотеатрів у Калькутті — Star Theatre, Minerva Theatre, Classic Theatre.
1917 року знято перший фільм «Satyawadi Raja Harishchandra». У 1918 році Дхіренда Нат Гангулі за підтримки британського колоніального уряду створив компанію Індо-Бритіш Фільм Компані. Втім перший бенгальський повнометражний німий фільм — «Billwamangal» — було випущено спільно компаніями Ельфінстоун Біоскоп Компані та Madan Theatre у 1919 році — «Billwamangal». Тоді ж не було прийнято в індійському кінематографі співати та танцювати. Після цього у 1920 році було знято лише 1 фільм. Згодом кількість стрічок збільшувалася: 1921 року — 9, 1922 року — 15. Проте вже в середині 1920-х років кількість німих фільмів зменшилася.
1931 року цією ж кіностудією випущено перший бенгальський звуковий фільм «Jamai Shashthi». Проте цей вид кіно не отримав значного розвитку, режисери продовжували знімати німе кіно. Останнє було знято у 1934 році — «Niyoti».
Провідними режисерами стають Праматеш Баруа і Дебакі Босе. Останній у 1932 році зняв кінострічку «Чандідас», що вважається проривом у звуковому кіно. Того ж року для кінематографа мовою бенгалі було придумано назву «Толлівуд» за аналогією з американським Голлівудом, за назвою району південної Калькутти (сучасна Колката) Толлігунге, який в той час був центром кіноіндустрії. Це поклало традиції надання назви кіноіндустріям іншими мовами Індії, зокрема Боллівуд, Коллівуд, Моллівуд. Водночас було засновано бенгальську кінопремію Асоціації журналістів.

### 1947—1990 роки
Потужний розвиток кінематограф отримав після здобуття Індією незалежності. З цього часу, з огляду на політичні обставини (розділ Бенгалії на Західну та Східну, з яких перша стала частиною Республіки Індія, друга — Пакистану, згодом самостійною державою Бангладеш) Бенгальський кінематограф іноді називають як Кінематограф Західної Бенгалії.
У 1950-х роках в бенгальському кіно почався розвиток жанру «паралельного кіно». З тих пір Сат'яджит Рай («Трилогія об Апу» 1955—1959 років), Мрінал Сен, Рітвік Гхатак («Nagarik») заклали основи неорелізму в кінематографії Індії та завоювали міжнародне визнання на Венеційському та Берлінському кінофестивалях.
У 1950—1960-х роках провідною акторкою стала Сучітра Сен. Вона започаткувала династію бенгальських акторів Сен (Мун-Мун Сен, Райма Сен, Рія Сен). Її партнером та зіркою бенгальського кіно був Уттам Кумар. Іншими відомими акторами цього часу були Сабітрі Чаттержі, Сапрайя Деві.
У 1960-х роках новими зірками кіно стають Мадхаб Мукержі, Сандх'я Рой і Апарна Сен. З іменами Райчанда Борала, Панкаджи Мулліка і К. С. Дея пов'язано піднесення бенгальських та індійських мюзиклів. В цей час обумовило вплив на інші індійські кіноіндустрії, насамперед Оллівуд, Бхоллівуд.
У 1970-1980-х роках провідною акторкою стає Шарміла Тагор. З неї почалася традиція участі бенгальських акторів та акторок у роботі кіностудій Боллівуду. У 1970-х роках провідним драматичним актором стає Утпал Дутт, який до того відзначився як комік.

### 1980—2000 роки
У 1980-х роках кіноіндустрія пройшла через численні складності та частковий занепад, нарівні зі зниженням чисельності аудиторії і визнання критиками, перейшовши від фільмів з традиційним художнім і емоційним ухилом до імітації дедалі більш популярних фільмів Боллівуду.
У 1990-х роках завдяки новим режисерам Гаутамі Гхошу, Рітупарно Гхошу, Санділу Раю почалося відродження бенгальського кінематографа, його індивідуальності. Активно стала знімати колишня акторка Апарна Сен. Втім провідним режисером до самої смерті у 2013 році залишався Рітупарно Сен.
У 1993 році було вироблено 57 фільмів бенгальською мовою. В цей же час починають випускаються фантастичні фільми і кінокартини, що зачіпають соціальні теми. 1998 року журнал кіно «Анандалок» заснував власну кінопремію для фільмів мовою бенгалі.

### 2000-ні— дотепер
У 2000-х роках продовжується тенденції відродження бенгальського кінематографа. При цьому увага режисерів зосереджена на житті та історії Колкати (колишньої Калькутти: від Середньовіччя до сьогодення). Провідними режисерами є Анік Датта, Аніруддха Рой Чоудхурі, Анджан Дутт, Аріндам Сіл, Адіт'я Вікрам Сенгупта, Індраніл Ройчаудхурі, Камалешвар Мукерджі. На низку їхніх фільмів було знято рімейки мовою гінді на кіностудіях Боллівуду. 2014 року засновано кінопремію для фільмів мовою бенгалі. Того ж року було знято 135 фільмів. Загалом зберігається тенденція зйомок щорічно по 100 фільмів.

## Провідні режисери
- Сат'яджит Рай
- Рітвік Гхатак
- Мрінал Сен
- Тапан Сінґа
- Будхадев Дасгупта
- Апарна Сен
- Гаутам Гхосе
- Рітупарно Гхош
- Сандіп Рай
- Шріджіт Мукхерджі